# TwinBee (серия игр)
TwinBee (яп. ツインビー Цуинби:) — серия видеоигр, разработанная компанией Konami. Серия в основном состоит из игр, выполненных в жанре вертикального скролл-шутера, но также включает несколько игр других жанров. Главными героями игр серии являются похожие на пчёл роботы Twinbee («мальчик») и Winbee («девочка»). В некоторых играх также появляется зелёная пчела Gwinbee, выполняющая роль приза или доступного игроку персонажа. Особенностью серии является оформление, использующее яркие краски и забавных персонажей. Первые игры серии, вместе с некоторыми другими играми (Fantasy Zone, Parodius, Cotton), определили стиль скролл-шутеров, называемый cute 'em up.
Первая игра серии, TwinBee, была выпущена в 1985 году в виде аркадного игрового автомата. Впоследствии она была портирована на некоторые домашние игровые системы, а также получила ряд переизданий и продолжений для игровых автоматов и консолей. Серия имеет большую популярность в Японии, но мало известна в США и Европе, где было выпущено только несколько игр серии под названиями RainbowBell, Stinger и Pop’n TwinBee.

## Игровой процесс
Игровой процесс в играх серии, выполненных в жанре вертикального скролл-шутера, имеет несколько особенностей. В игре присутствуют наземные и воздушные цели, для поражения которых используются две разные кнопки (аналогично Xevious). Призы выполнены в виде колокольчиков разных цветов. Они появляются при стрельбе по облакам и начинают падать к нижней границе экрана. При стрельбе по колокольчикам они подлетают вверх и меняют цвет.

## Игры серии
- TwinBee (1985)
- Moero! TwinBee: Cinamon Hakasei wo Sukue (1986)
- TwinBee 3: Poko Poko Daimaou (1989)
- TwinBee Da!! (1990)
- Detana!! TwinBee (1991)
- Pop'n TwinBee (1993)
- TwinBee: Rainbow Bell Adventure (1994) —платформер
- TwinBee: Taisen Puzzle Dama (1994)
- TwinBee Yahho! (1995)
- Twinbee PARADISE in Donburishima (1998)
- TwinBee RPG (1998) - RPG
- Pastel Jan (2002)
- Konami Taisen Colosseum (2003)
- Twinbee Dungeon (2004) - RPG
- TwinBee Portable (2007) - сборник для PlayStation Portable, включающий TwinBee, Detana!! TwinBee, Pop'n TwinBee, TwinBee Yahho! и ремейк TwinBee DA!.
- Twinbee JG Pachusiro' (2007)
- LINE GoGo! TwinBee (2013)

## Появления в других играх
- Wai Wai World — Twinbee и Vic Viper из Gradius являются доступными кораблями в предпоследнем уровне, выполненном в жанре вертикального скролл-шутера.
- Wai Wai World 2 — Twinbee доступен как играбельный персонаж на некоторых уровнях, выполненных в виде вертикального скролл-шутера и в виде рельсового шутера (аналогично Space Harrier).
- Серия игр Parodius — Twinbee и Winbee доступны как играбельные персонажи в большинстве игр серии. Один из противников из игры Twinbee Yahho! доступен как играбельный персонаж в игре Sexy Parodius. Все игры серии также включают систему призов в виде колокольчиков совместно с системой призов из Gradius.
- Ganbare Goemon 2: Kiteretsu Shogun Magginesu — в игре встречается Pastel в виде NPC в одном из домов.
- Konami Krazy Racers — Pastel является играбельным персонажем, доступным с начала игра. В игре присутствуют разноцветные колокольчики в качестве призов.
- DreamMix TV World Fighters — Twinbee доступен как обычный персонаж.
- Beatmania III и Dance Dance Revolution Extreme — включают ремиксы музыки из игры.

## Адаптации
По мотивам видеоигр были созданы радиопостановка и аниме (OVA), имеющие одинаковое название Twinbee Paradise. Они были озвучены такими известными сэйю, как Каппэй Ямагути, Маюми Танака, Хэкиру Сиина, Кумико Нисихара, Мики Ито, Марико Кода, Мэгуми Огата, Юкимаса Кисино и Вакана Ямадзаки.

## Саундтреки
Было выпущено множество саундтреков для разных игр серии, включая Pop'n Twinbee Graffiti и Twinbee RPG Original Game Soundtrack.